# 아울레
아울레(Aulë)는 세상을 창조한 아이누 중 가장 위대한 존재인 발라의 일원이다. 물질을 만들어내는 권능을 가지고 있다.
그는 발라 중에서도 비교적 많은 언급이 이루어지는 존재로, 등불의 시대에 세상에 빛을 내던 일루인과 오르말을 만들었고, 모르고스를 속박한 쇠사슬 앙가이노르를 만든 존재이자, 실마릴을 세공한 페아노르의 스승 마흐탄이 아울레의 제자였다.
하지만 가장 독특한 이력은 나우그림이라 불린 난쟁이 종족을 창조한 것이다. 난쟁이는 원래 세상에 계획된대로 창조된 종족이 아니었기에 파괴할 것을 명한 일루바타르의 뜻을 따라 제거될 뻔 했으나, 난쟁이의 절규와 아울레의 복종에 돌이켜 그 명한 것을 철회하고 살려두게 된다.
다만, 요정과 인간 사이에 분쟁의 순간이 있을 것이라는 난쟁이의 미래를 듣게 되었다.
이밖에도 놀도르에게 기술을 전수하는 등의 행동을 보였다.
발라 중 에루의 뜻을 잘 이해하던 만웨를 위해 울모와 보조하는 일을 맡았다. 